# Operclipygus impuncticollis
Operclipygus impuncticollis  (лат.) — вид мелких жуков-карапузиков из семейства Histeridae (Histerinae, Exosternini). Южная Америка: Боливия, Перу, Суринам, Французская Гвиана, Эквадор. Длина 1,62—2,15 мм, ширина 1,44—1,84 мм. Цвет красновато-коричневый. Вид был обнаружен в разнообразных условиях в разных частях Неотропики и описан в 1935 году под названием Phelister impuncticollis Hinton, 1935, в 1979 году перенесён в состав рода Operclipygus (Wenzel, 1976). Валидный таксономический статус Operclipygus impuncticollis был подтверждён в ходе ревизии рода, проведённой в 2013 году энтомологами Майклом Катерино (Michael S. Caterino) и Алексеем Тищечкиным (Santa Barbara Museum of Natural History, Санта-Барбара, США).